# Minyomerus trisetosus
Minyomerus trisetosus (лат.) — вид жуков-долгоносиков рода Minyomerus из подсемейства Entiminae. Северная Америка.

## Распространение
США, Нью-Мексико, Техас (пустыни и аридные регионы).

## Описание
Мелкие жуки-долгоносики, длина самок от 3,01 до 3,87 мм; длина рострума (хоботка) 0,38–0,52 мм.  Отличается длинными белыми щетинками, расположенными между рядами коричневых волосков на надкрыльях и строением гениталий. Основная окраска тела от оранжево-коричневой до чёрной.
Покровы несут прижатые чешуйки (мелкие, беловатые и коричневые), которые имеют субокруглую форму и сзади перекрываются; голова направлена немного вентрально; задние лапки короче, чем задние голени; на всех лапках отсутствуют подушечки щетинок, но имеются толстые шипики.  
Ассоциированы с такими растениями, как  Xanthocephalum sp. (Asteraceae), Larrea tridentata (Zygophyllaceae), Gutierrezia (Asteraceae). Личинки предположительно питаются на корнях растений. 
Вид впервые описан в 2015 году американскими энтомологами Майклом Янсеном (Michael Andrew Jansen) и Нико Францем (Nico M. Franz; Arizona State University, Темпе, США).